# Ebarter.cz
ebarter.cz byla česká internetová databáze barterů (směnného obchodu), tedy portál pro zprostředkování obchodu a služeb bez použití peněz. Z uskutečněných obchodů si zprostředkovatel nebere žádné provize a v uskutečněných barterech nefiguruje jako třetí strana.
Umožňuje také obchodování tzv. částečným barterem (countertrade), tedy dvě nebo více protichůdných plnění v barteru, částečné započtení hodnoty zboží nebo služby jiným zbožím nebo službou. Např. 20 % z barteru se zaplatí finančními prostředky a zbytek je uhrazen směnou zboží nebo služeb.
Portál také slouží jako databáze firem.